# فراديك دي مينيزيس
فراديك دي مينيزيس (بالبرتغالية: Fradique Bandeira Melo de Menezes‏) وهو سياسي من جمهورية جزر ساو توميه وبرينسيب، ولد فراديك دي مينيزيس في 21 أذار - مارس من سنة 1942 في ساو تومي. شغل منصب رئيس ساو توميه وبرينسيب منذ سنة 2001 حتى 2011 . كان فراديك دي مينيزيس وزيرا للخارجية بين عامي 1986 و 1987.

## روابط خارجية
- فراديك دي مينيزيس على موقع الموسوعة البريطانية (الإنجليزية)
- فراديك دي مينيزيس على موقع مونزينجر (الألمانية)